# Миланка Бабић
Миланка Бабић (Калиновик, 14. фебруар 1962) српска је филолошкиња и професорица на Филозофском факултету у Источном Сарајеву на ком је у периоду од 2011. до 2016. била деканеса. 

## Биографија
Студијски програм Српскохрватски језик и историја јужнословенске књижевности завршила је 1985. године на Филозофском факултету у Сарајеву. Магистрирала је 2000. године на филозофском факултету у Источном Сарајеву а докторирала на Филозофском факултету Универзитета у Бањој Луци, одбранивши дисертацију Екскламативне реченице у српском језику.
Од академске 1989/1990. до маја 1992. године радила је на Педагошкој академији у Сарајеву као асистент. Рат је провела у Републици Српској. На Филозофском факултету Универзитета у Источном Сарајеву запослена је од 1996. године као асистент за Савремени српски језик. У звање вишег асистента бирана је 2000, доцента 2005, ванредног професора 2010. године а данас се налази у звању редовног професора.
Од 2012. године члан је Научног већа Института за Српски језик и књижевност Академије наука и уметности Републике Српске.
Руководилац је и учесник у изради више научноистраживачких пројеката које финансирају владе Републике Српске и Србије. Предаје на основним и мастер студијама предмете из области Савременог српског језика на Филозофском факултету у Источном Сарајеву а повремено и на Филозофском, као и на Филолошком факултету Универзитета у Бањој Луци, те на Државном универзитету у Новом Пазару.
Учествовала је на преко 26 научних скупова, објавила једну књигу, 60 научних радова и више чланака у новинама у вези са статусом и проблематиком српскога језика.